# Jonathan Archer
Jonathan Archer, född i New York, är en fiktiv figur i TV-serien Star Trek: Enterprise som spelas av Scott Bakula. Archer är kommendör (Captain) på rymdskeppet Enterprise NX-01 mellan 2151 och 2161 och senare president över Förenade planeters federation mellan 2184 och 2192. Archers favoritsport är vattenpolo. Han har även en hund vid namn Porthos.
Enligt en datorskärm i avsnittet "In a Mirror, Darkly", ansåg historikern John Gill att Archer var "den störste utforskaren under 2100-talet." Samma skärm pekar på att två planeter namngavs efter Archer: Archer IV och Archer's Planet.

## Biografi

### Tidiga år
Archer föddes i Upstate New York år 2112, som son till den berömde warp-ingenjören Henry Archer och hans fru Sally, där han tillbringade större delen av sitt liv (han påstod senare att han tillbringade större delen av sitt liv i San Francisco). Hans drömmar om att utforska rymden uppkom i tidig ålder. Som ung fick han utmärkelsen Eagle Scout Award, samt 26 andra Merit Badges, från Boy Scouts of America.
Han växte upp med ett förakt för Vulcanerna, eftersom de har förhindrat mänskligheten framgångar, särskilt när det gäller hans fars warp-fem-motor. I flera avsnitt (till exempel "The Seventh") framgår det att han innan han gick med i Stjärnflottan, studerade och spelade vattenpolo för Stanford University söder om San Francisco. (Akademin grundades inte förrän 2161.)
Som kommendör i stjärnflottan tjänstgjorde han som pilot i testflygningarna i NX-warpprogrammet tillsammans med A.G. Robinson, Duvall och Gardner (samtliga nämndes i avsnittet "First Flight"; det påstås att det är denna Gardner som blir amiral när Maxwell Forrest dör i "The Forge"). Robinson tänjde på the NX-Alphas gränser vilket resulterade i att den förstördes. Utifrån denna händelse rekommenderade Vulcanerna att testerna skulle avslutas, vilket stjärnflottan gick med på tills Charles Tucker III (som senare skulle bli Archers chefsmaskinist) fixade problemet, medan Archer och Robinson stal det andra testskeppet NX-Beta, för att bevisa att de var redo. Även om han senare uteslöts på grund av detta agerande, att risken han tog (och det faktum att det lyckades) i slutändan säkrade sin roll som kommendör över Jordens första warp-5 skepp, Enterprise.

### Säsong 1 och 2: Utforskaren
Som den utforskare han är som gillar att färdas bland stjärnorna, upptäcker han i slutändan att jobbet som kommendör är en större uppgift än att bara vara astronom. Han stöter på varelser från hela kvadranten som försöker att döda honom och hans besättning. Möten med bland annat Mazariterna, Tholianerna, Sulibanerna, och Klingonerna leder till att Archer blir mer av en militär.
Han lär sig att rollen som kommendör även innebär att man ska agera diplomat. Under säsong 1 och 2 är han lite obekväm i denna roll, särskilt i avsnittet "A Night in Sickbay" när hans hund Porthos smittas av en dödlig sjukdom från en främmande planet.
Under sitt uppdrag att utforska rymden kommer han i konflikt med Klingonerna. I en incident med Klingonimperiet år 2152, döms han till exil i straffkolonin Rura Penthe, trots att han är oskyldig till anklagelserna och att klingonerna haft detta i åtanke. I samband med hans rymning sattes ett pris på hans huvud och oroligheterna mot Klingonimperiet fortsatte att växa.
Under samma period gjorde han sig känd för att ha genomfört Jordens första officiella kontakter med ett flertal utomjordiska varelser, inkluderat Andorianerna, Axanarerna, Sulibanerna, Tandarans, Tellariterna, Tholianerna, Xindi och Romulanerna (även om denna kontakt inte var ansikte mot ansikte).